# Deutsche Feldhandball-Meisterschaft 1936/37
Die Deutsche Feldhandball-Meisterschaft 1936/37 war die 17. deutsche Feldhandball-Meisterschaft. Erneut qualifizierten sich die Sieger der bestehenden Handball-Gauligen für die Endrunde. Die Vorrunde wurde wie bereits in der Vorsaison im Rundenturnier in vier Gruppen mit je vier Teilnehmern mit Hin- und Rückspiel ausgetragen. Die vier Gruppensieger spielten dann im K.-o.-System den Feldhandballmeister aus. Zum ersten Mal fanden die Halbfinalpartien im Best-of-Three-Modus statt, das Finale wurde hingegen weiterhin in einem Spiel ausgetragen. Vorjahresfinalist MTSA Leipzig sicherte sich durch ein 5:4-Erfolg über den SV Waldhof Mannheim zum ersten Mal die Feldhandball-Meisterschaft.

## Teilnehmer an der Endrunde
Aus unbekannten Gründen nahm kein Vertreter aus der Gauliga II Pommern und der Gauliga VI Mitte an der diesjährigen Meisterschaftsendrunde teil.
| Verein                | Qualifiziert als                           |
| --------------------- | ------------------------------------------ |
| VfL Königsberg        | Meister der Gauliga I Ostpreußen           |
| DBV Berlin            | Meister der Gauliga III Berlin-Brandenburg |
| Borussia Carlowitz    | Meister der Gauliga IV Schlesien           |
| MTSA Leipzig          | Meister der Gauliga V Sachsen              |
| Oberalster VfW        | Meister der Gauliga VII Nordmark           |
| MSV Hannover          | Meister der Gauliga VIII Niedersachsen     |
| MSV Hindenburg Minden | Meister der Gauliga IX Westfalen           |
| TuRa Wuppertal        | Meister der Gauliga X Niederrhein          |
| MSV Koblenz           | Meister der Gauliga XI Mittelrhein         |
| TuSpo Bettenhausen    | Meister der Gauliga XII Hessen             |
| VfR Schwanheim        | Meister der Gauliga XIII Südwest           |
| SV Waldhof Mannheim   | Meister der Gauliga XIV Baden              |
| TV Altenstadt         | Meister der Gauliga XV Württemberg         |
| 1. FC Nürnberg        | Meister der Gauliga XVI Bayern             |

## Vorrunde

### Gruppe 1
| Pl. | Verein             | Sp. | S | U | N | Tore    | Diff. | Punkte |
| --- | ------------------ | --- | - | - | - | ------- | ----- | ------ |
| 1.  | Oberalster VfW     | 6   | 5 | 1 | 0 | 078:420 | +36   | 011:10 |
| 2.  | DBV Berlin         | 6   | 4 | 1 | 1 | 053:400 | +13   | 09:30  |
| 3.  | VfL Königsberg     | 6   | 2 | 0 | 4 | 044:570 | −13   | 04:80  |
| 4.  | TuSpo Bettenhausen | 6   | 0 | 0 | 6 | 034:700 | −36   | 00:120 |

### Gruppe 2
| Pl. | Verein             | Sp. | S | U | N | Tore    | Diff. | Punkte |
| --- | ------------------ | --- | - | - | - | ------- | ----- | ------ |
| 1.  | TuRa Wuppertal     | 2   | 1 | 1 | 0 | 014:100 | +4    | 03:10  |
| 2.  | Borussia Carlowitz | 2   | 0 | 1 | 1 | 010:140 | −4    | 01:30  |

### Gruppe 3
| Pl. | Verein                | Sp. | S | U | N | Tore    | Diff. | Punkte |
| --- | --------------------- | --- | - | - | - | ------- | ----- | ------ |
| 1.  | SV Waldhof Mannheim   | 6   | 6 | 0 | 0 | 056:280 | +28   | 012:00 |
| 2.  | MSV Hindenburg Minden | 6   | 4 | 0 | 2 | 055:480 | +7    | 08:40  |
| 3.  | MSV IR 73 Hannover    | 6   | 2 | 0 | 4 | 052:610 | −9    | 04:80  |
| 4.  | 1. FC Nürnberg        | 6   | 0 | 0 | 6 | 041:670 | −26   | 00:120 |

### Gruppe 4
| Pl. | Verein         | Sp. | S | U | N | Tore    | Diff. | Punkte |
| --- | -------------- | --- | - | - | - | ------- | ----- | ------ |
| 1.  | MTSA Leipzig   | 6   | 6 | 0 | 0 | 064:270 | +37   | 012:00 |
| 2.  | VfR Schwanheim | 6   | 2 | 1 | 3 | 034:380 | −4    | 05:70  |
| 3.  | TV Altenstadt  | 6   | 2 | 1 | 3 | 038:450 | −7    | 05:70  |
| 4.  | MSV Koblenz    | 6   | 1 | 0 | 5 | 025:510 | −26   | 02:100 |

## Halbfinale
Die Halbfinalpartien fanden im Best-of-Three-Modus statt. Das erste Spiel fand am 6. Juni 1937, das zweite Spiel am 13. Juni 1937 statt. Das mögliche dritte Spiel war für den 20. Juni 1937 terminiert.
|                     | Gesamt |                | Hinspiel | Rückspiel | 3. Spiel |
| ------------------- | ------ | -------------- | -------- | --------- | -------- |
| MTSA Leipzig        | 19:12  | Oberalster VfW | 11:6     | 8:6       |          |
| SV Waldhof Mannheim | 20:17  | TuRa Wuppertal | 4:8      | 10:5      | 6:4      |

## Finale
| MTSA Leipzig         | MTSA Leipzig | SV Waldhof Mannheim | SV Waldhof Mannheim |
| Flagge nicht bekannt | 27. Juni 1937 in Halle (Saale) (Mitteldeutsche Kampfbahn) Ergebnis: 5:4 (3:3) Zuschauer: 20.000                    | 27. Juni 1937 in Halle (Saale) (Mitteldeutsche Kampfbahn) Ergebnis: 5:4 (3:3) Zuschauer: 20.000                                     |                     |
| Flagge nicht bekannt | Wendt – Lange, Steudte, Langner, Kurt Dossin, Schünzel, Edgar Reinhardt, Göllner, Fritz Prosser, Höfer, Badstübner | Trippmacher – Zimmermann II, Herzog, Fritz Spengler, Heiseck, Zimmermann I, Henninger, Kritter, Rutschmann, Schmidt, Wilhelm Müller |                     |